# Обухов, Фёдор Васильевич (пожарный)
Фёдор Васильевич Обухов (16 июля 1921, д. Борок, Лужский уезд, Петроградская губерния — 27 декабря 2011, Москва) — советский организатор пожарной охраны, педагог, кандидат технических наук, генерал-лейтенант. Начальник ВНИИПО МВД СССР (1965—1968) и Главного управления пожарной охраны МВД СССР (1967—1984).

## Биография

### Ранние годы
Родился 16 июля 1921 года в деревне Борок Лужского уезда Петроградской губернии в крестьянской семье.
В 1941 году после окончания Ленинградского архитектурно-строительного техникума, поступил в Ленинградский инженерно-строительный институт на факультет инженеров противопожарной обороны.

### Военная и внутренняя служба
С 1941 года призван в РККА и зачислен в 20-ю стрелковую дивизию НКВД СССР.
С 1942 года старший инструктор пожарной охраны города Баку. В 1947 году после окончания с отличием Бакинского индустриального института назначен старшим помощником начальника Промышленного отделения Управления пожарной охраны МВД Украинской ССР. С 1950 года научный сотрудник ЦНИИПО МВД СССР. С 1956 года начальник Отдела государственного пожарного надзора Главного управления пожарной охраны МВД СССР. С 1960 года заместитель, а с 1962 года начальник факультета Высшей школы МВД СССР.
С 1965 года начальник Всесоюзного научно-исследовательского и опытно-конструкторского института противопожарной обороны МВД СССР. С 1967 года начальник Главного управления пожарной охраны МВД СССР

### Общественная работа
В отставке с 1984 года, общественный деятель, вице-президент Международного комитета по предотвращению и борьбе с пожарами (CTIF).
С 1984 года председатель, с 2002 года — почётный председатель ветеранской организации Главного управления Государственной противопожарной службы, член Всероссийского Совета ветеранов ОВД и BВ МВД России, член президиума Центр Совета ВДПОС. С 1997 года почётный член Национальной академии наук пожарной безопасности (НАНПБ).

### Смерть
Фёдор Васильевич Обухов умер 22 декабря 2011 года в Москве.

## Награды и звания
- Награждён орденами Отечественной войны I степени, Красной Звезды, Трудового Красного Знамени, медалями I и II степени ордена «За заслуги перед Отечеством» (всего более 30 отечественных наград и 15 наград зарубежных стран)
- Лауреат премии Совета министров СССР (1980)